# Torneio Internacional Cidade do Porto de 2016
O Clube Infante de Sagres, a mais antiga equipa de hóquei em patins do Porto e uma das pioneiras da modalidade em Portugal, organizou o Torneio Internacional "Cidade do Porto", no seu pavilhão. Para esta competição quadrangular, CI Sagres convidou este ano, a Juventude Viana, o S.L. Benfica e o F.C. Barcelona.Nos dias 10 e 11 de setembro de 2016. 
A Câmara do Porto presta apoio na divulgação do torneiro.

## Meias Finais
| Setembro 10, 2016 | CI Sagres                  | 2-6 | FC Barcelona                              | Pavilhão Infante Sagres   |
| 16:30             | Tiago Jorge Tiago Pinheiro |     | Pablo Álvarez (4) Edu Lamas Lucas Ordoñez | Árbitro: Pinto e Domingos |

| Setembro 10, 2016 | Juventude de Viana | 0-3 | SL Benfica                      | Pavilhão Infante Sagres |
| 19:00             |                    |     | João Rodrigues (2) Tiago Rafael |                         |

## 3º e 4º Lugar
| Setembro 11, 2016 | CI Sagres | 2-2 | Juventude de Viana | Pavilhão Infante Sagres |
| 14:00             |           |     |                    |                         |

## Final
| Setembro 11, 2016 | FC Barcelona                                         | 6-0 | SL Benfica | Pavilhão Infante Sagres |
| 16:00             | Lucas Ordoñez(3) Xavi Barroso Pablo Alvarez Panadero |     |            | Árbitro: Pinto e Panza  |

### Internacional
- «Ligações ao Hóquei em todo o Mundo» Arquivado em 16 de março de  2010, no Wayback Machine.